# Rayleigh (cràter marcià)
|  | No s'ha de confondre amb Rayleigh (cràter). |

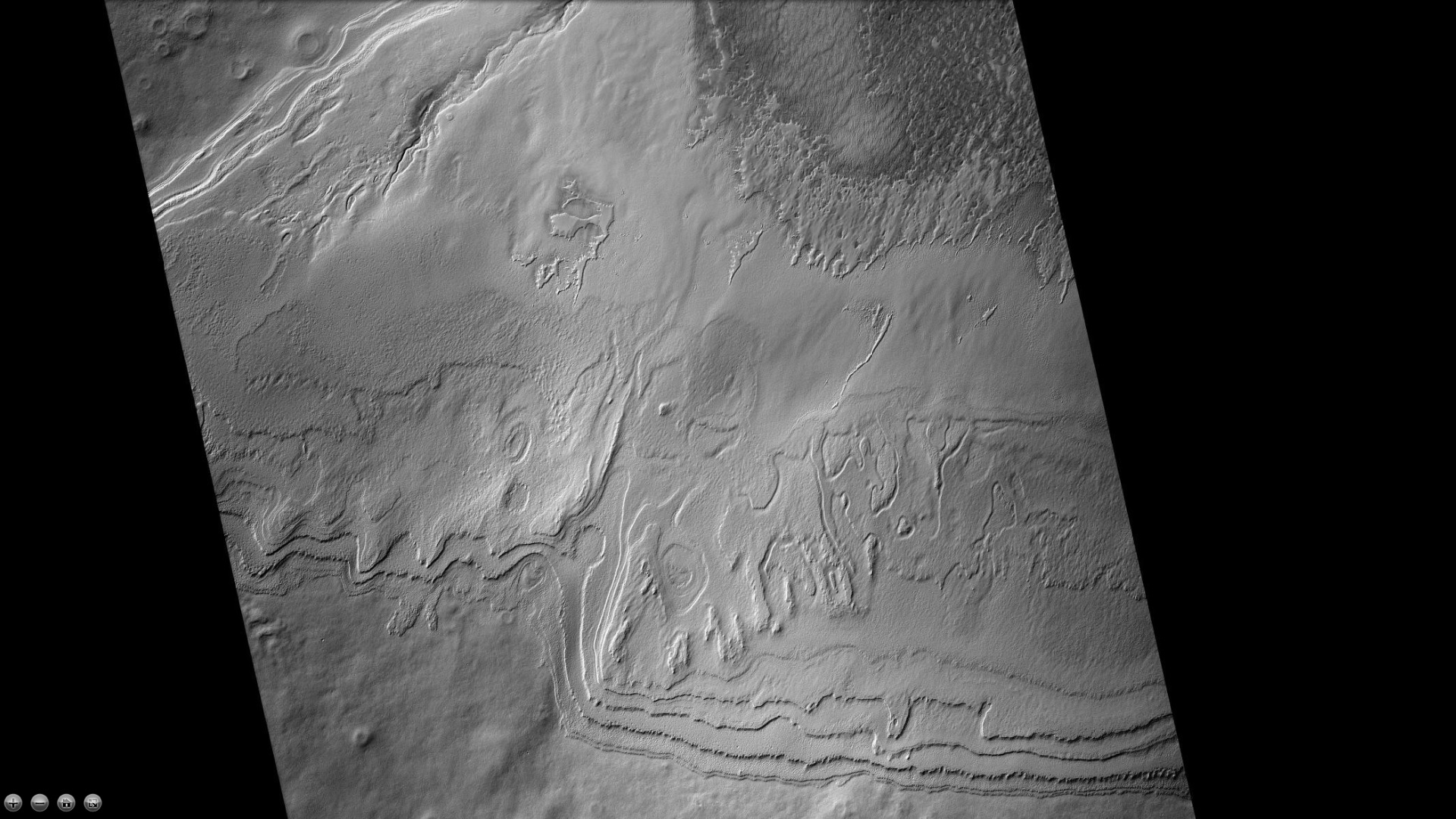
Estrats en el cràter Rayleigh (detall de la imatge allargada)

Rayleigh és un cràter d'impacte situat en el quadrangle Mare Australe de Mart, localitzat en les coordenades 75.6° de latitud sud i 240.9° de longitud oest. Té 148,7 km en diàmetre i deu el seu nom a Lord Rayleigh, denominació aprovada en 1973 per la Unió Astronòmica Internacional (UAI). Les imatges mostren trets estratificats. Aquestes característiques poden haver resultat de l'erosió de les capes del mantell

## Imatge

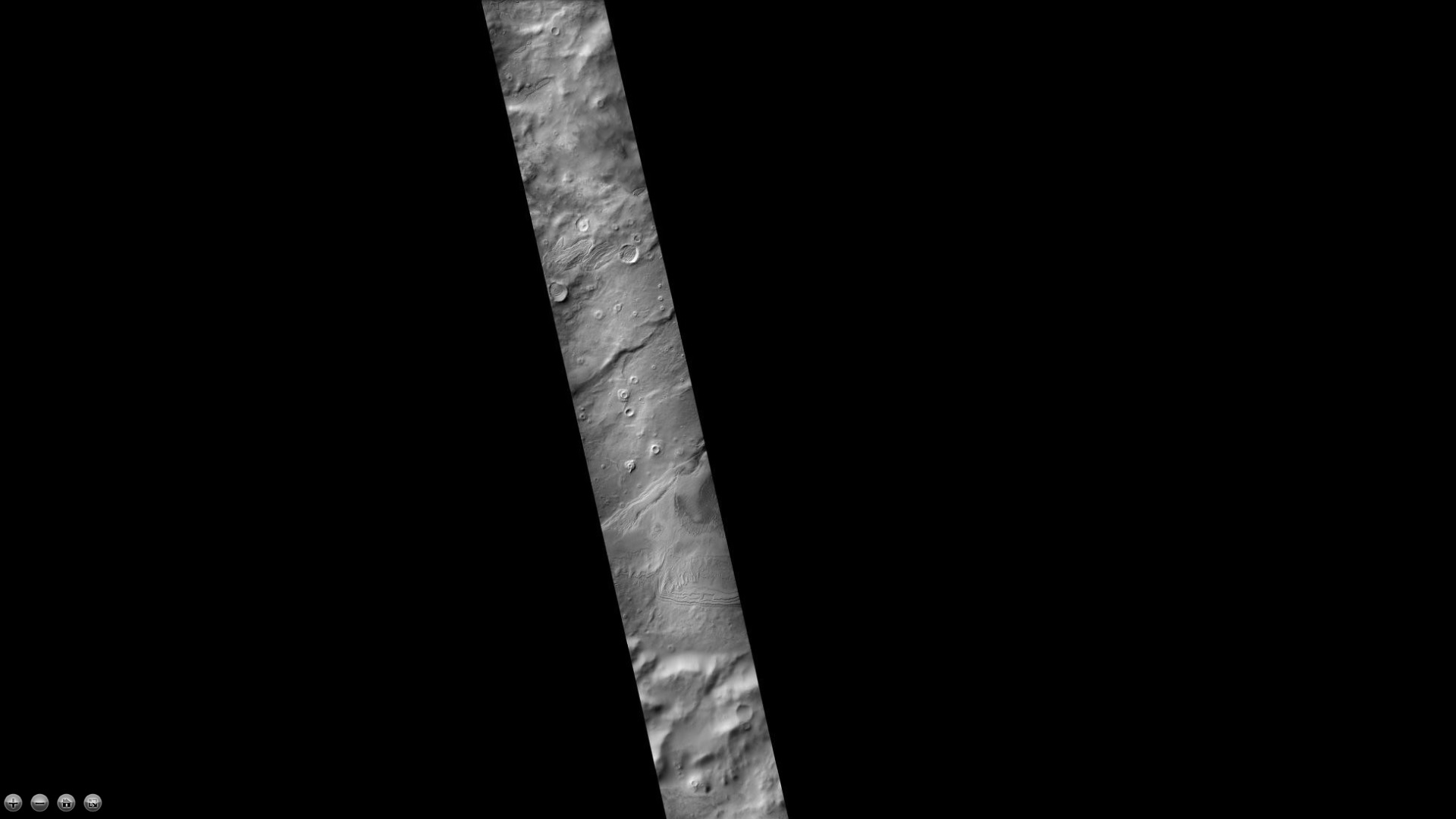
Cràter Rayleigh, fotografia de la càmera CTX a bord del Mars Reconnaissance Orbiter. Centre del cràter (El nord, cap a l'esquerra de la fotografia).

## Per què els cràters són importants
La densitat de cràters d'impacte pot contribuir a determinar l'edat de zones de la superfície de Mart i d'altres cossos del sistema solar. Com més antiga és una superfície, major presència de cràters mostra. La forma dels cràters pot revelar la presència de gel en el terreny.